# Paratetracnemoidea insulana
Paratetracnemoidea insulana är en stekelart som beskrevs av Hayat och Singh 2002. Paratetracnemoidea insulana ingår i släktet Paratetracnemoidea och familjen sköldlussteklar. Inga underarter finns listade i Catalogue of Life.